# Nago Shintaro
Shintaro Nago (sinh ngày 17 tháng 4 năm 1996) là một cầu thủ bóng đá người Nhật Bản.

## Sự nghiệp câu lạc bộ
Shintaro Nago đã từng chơi cho Kashima Antlers.